# Silly (Burkina Faso)
Silly ist sowohl eine Gemeinde (französisch commune rurale) als auch ein dasselbe Gebiet umfassendes Departement im westafrikanischen Staat Burkina Faso, in der Region Centre-Ouest und der Provinz Sissili. Die Gemeinde hat in 32 Dörfern 33.350 Einwohner.